# Fortalesa de Tmogvi
La fortalesa de Tmogvi (en georgià: თმოგვის ციხე) és una fortalesa en ruïnes de la regió de Samtskhe-Javakheti, al sud de Geòrgia, a la riba esquerra del riu Kura, a pocs quilòmetres riu avall de les coves de Vàrdzia.

## Història
El nom «Tmogvi» deriva de la paraula georgiana mogvi (მოგვი), el significat de la qual pot ser 'sacerdot pagà' o 'mag'. La fortalesa s'esmenta per primera vegada en fonts del segle ix. Va ser construïda com un treball defensiu que controlava l'antiga ruta comercial entre l'altiplà de Javakheti i el penya-segat de Kura, sobre un precipici format pel riu Kura. Va ser un baluard militar crucial de la regió de Djavakheti. Els senyors feudals de la regió eren, en aquesta època, els Bagrationi, pertanyents a la branca georgiana.
La fortalesa va guanyar importància després que la veïna ciutat i fortalesa de Tsunda s'arruïnessin prop de l'any 900. A començaments del segle xi, la fortalesa havia passat a estar sota control directe del Regne unificat de Geòrgia. Durant el terratrèmol de 1088, el castell va ser destruït. El 1578 l'Imperi Otomà va prendre el control del fort. El tractat de pau d'Edirne, signat el 1829, va transferir el fort a l'Imperi rus, junt amb els seus voltants.

## Arquitectura
El castell de Tmogvi va ser construït al cim d'una muntanya dalt del riu Kura. S'estén sobre 3 pujols, units i envoltats per un mur de 150 metres de llarg i 3 metres d'amplada, que complementa la defensa natural que ofereixen els penya-segats. Es van construir diverses torres en cada pujol. Un túnel secret connecta el castell amb el riu per proporcionar accés a l'aigua també durant un setge. La part occidental de la fortalesa es troba millor conservada. Un petit nombre d'edificis subsisteixen dintre del castell. Se suposa que un edifici quadrangular fet de tuf sobre una base de basalt era una església. Fora de les seves parets, al costat occidental, l'església de sant Efren subsisteix en ruïnes, amb fragments de pintures al fresc del segle xiii.

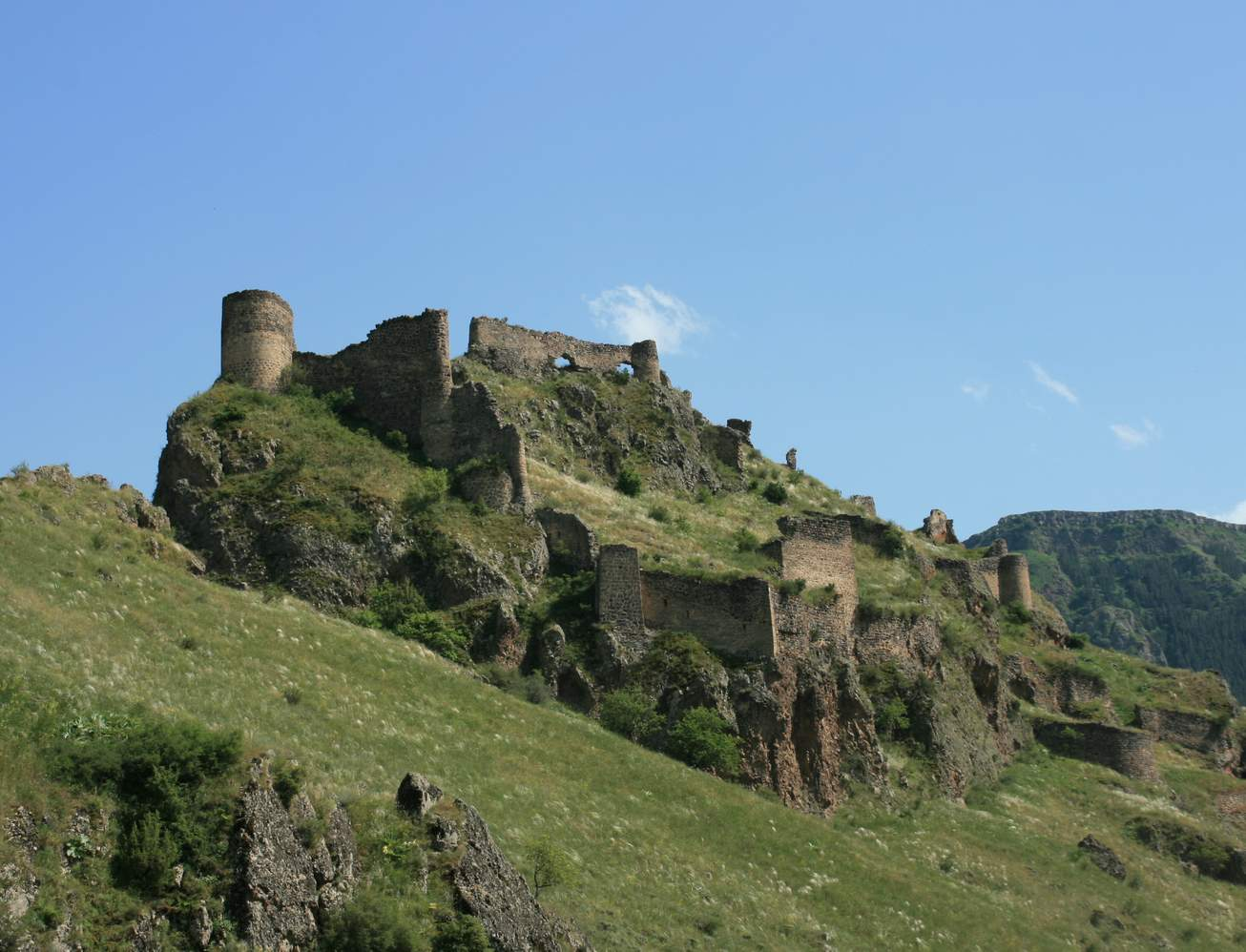
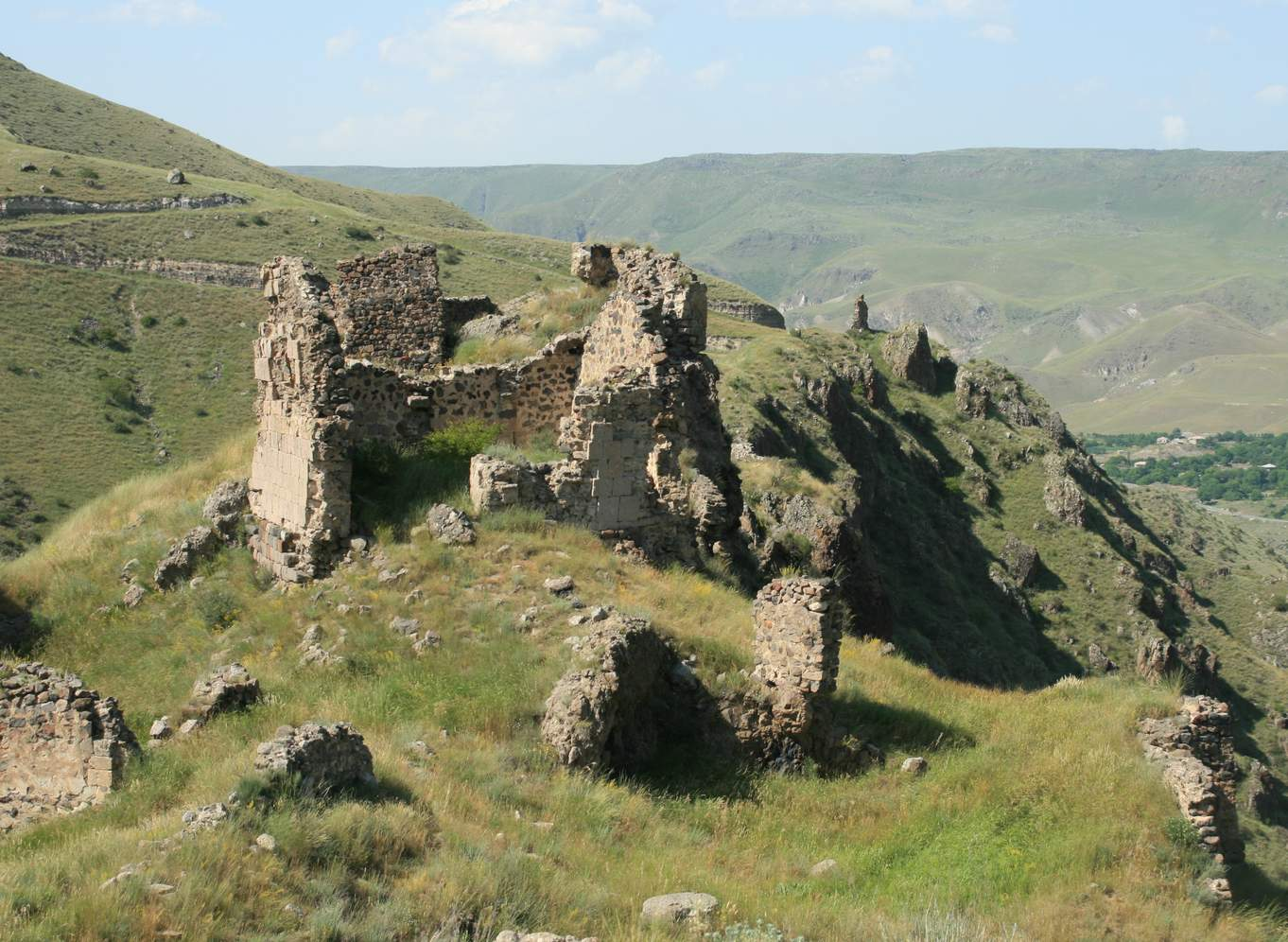
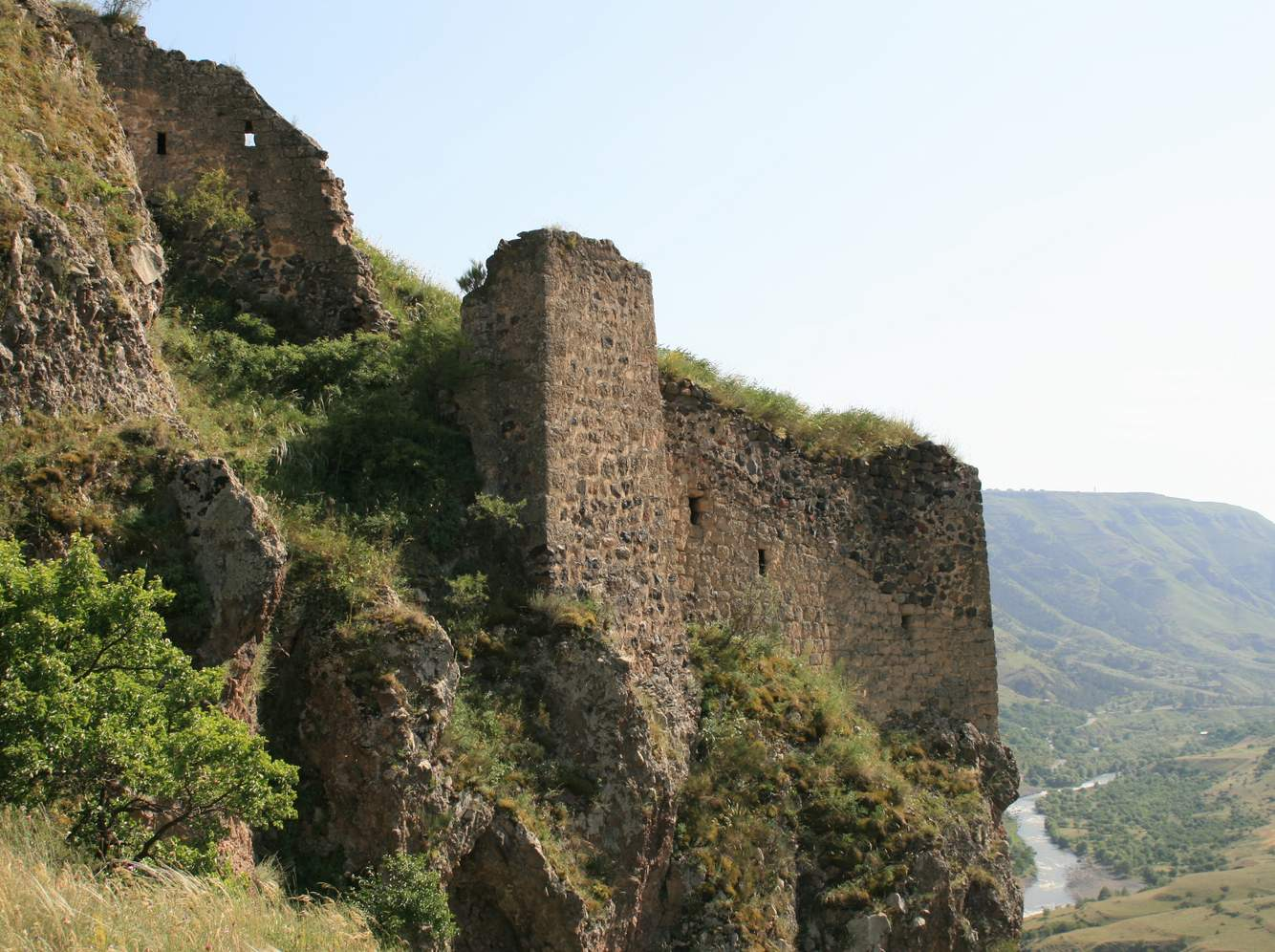

## En la literatura
Al 1902, el poeta nacional armeni Hovhannes Tumanyan va escriure un dels seus poemes més famosos, titulat La captura de Tmkaberd (Թմկաբերդի առումը).